# Tioglykolsyra
Tioglykolsyra eller merkaptoättiksyra är en organisk förening med den kemiska formeln HSCH2COOH. Den är både en tiol (merkaptan) och en karboxylsyra. 

## Egenskaper
Den är en färglös vätska med obehaglig lukt.  Tioglykolsyra oxideras av luft till den motsvarande disulfiden [SCH2CO2H]2. Den är ca 100 gånger starkare syra än ättiksyra.

## Framställning
Tioglykolsyra framställes genom reaktion mellan natrium- eller kaliumkloracetat med alkalimetallvätesulfid i vattenhaltigt medium. Den kan också framställas via Buntesaltet som erhålls genom reaktion av natriumtiosulfat med klorättiksyra
ClCH2CO2H + Na2S2O3 → Na[O3S2CH2CO2H] + NaCl
Na[O3S2CH2CO2H] + H2O → HSCH2CO2H + NaHSO4

## Användning
Tioglykolsyra utvecklades på 1940-talet för att användas som ett kemiskt hårborttagningsmedel och används fortfarande för det ändamålet, speciellt i form av salter, bland andra kalciumtioglykolat och natriumtioglykolat. 
Tioglykolsyra är råvara i framställningen av ammoniumtioglykolat som används för att permanenta hår. Tioglykolsyra och dess derivat spjälkar disulfidbryggorna i hårets proteiner. När disulfidbryggorna återskapas ges håret en ny form. Alternativt, och vanligare, används processen för hårborttagning, som är vanligt i behandlingen av läder. 
Syran används också som en syraindikator, för tillverkning av tioglykolater, och i bakteriologin för framställning av tioglykolatmedia. Tioglykolsyra används även vid framställningen av vissa polyvinylkloridprodukter.
Tioglykolsyra, vanligtvis dess dianjon, bildar komplex med metalljoner. Sådana komplex har använts för att detektera närvaron av järn, molybden, silver och tenn.
Tioglykolsyra används som nukleofil i tioglykolysreaktioner med kondenserade tanniner för att studera deras struktur.